# Уджилъ
Уджилъ (на китайски: 烏質勒; на пинин: Wūzhìlè) е първият каган на Тюргешкия каганат, управлявал през 699-708 година.
Той е таркан на част от тюргешите, които след разгрома на западнотюркския каган Хълу от империята Тан през 657 година са фактически независими. През 699 година Уджилъ отнема от Тан град Суяб, след което се обявява за каган, поставяйки началото на Тюргешкия каганат. Въпреки това Тан признават новия каганат, търсейки съюзници срещу възстановения Източнотюркски каганат.
Уджилъ умира през 708 година е наследен от сина си Суогъ.